# Newport (Delaware)
Newport – miasto w Stanach Zjednoczonych, w stanie Delaware, w hrabstwie New Castle.